# Diplomatique
Ne doit pas être confondu avec Diplomatie.

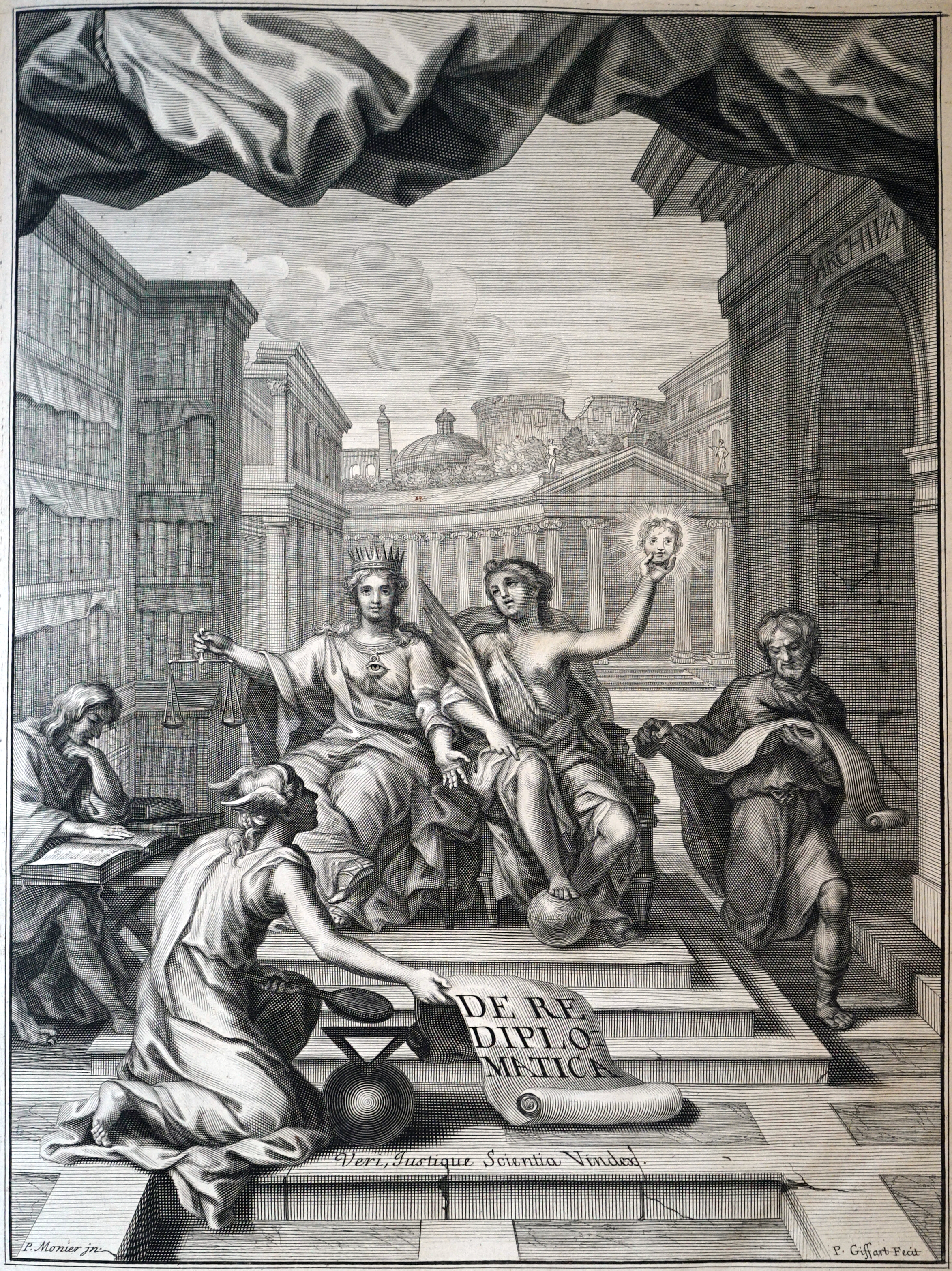
Allégorie de la Diplomatique, gravure de Pierre Giffart, publié dans De re diplomatica de Mabillon.

La diplomatique (du grec ancien δίπλωμα / díplôma, passeport, papier plié en deux) est une science auxiliaire de l'histoire qui étudie la structure, la classification, la valeur, la tradition et l'authenticité des documents officiels (les « diplômes » au sens historique du terme).

## Histoire

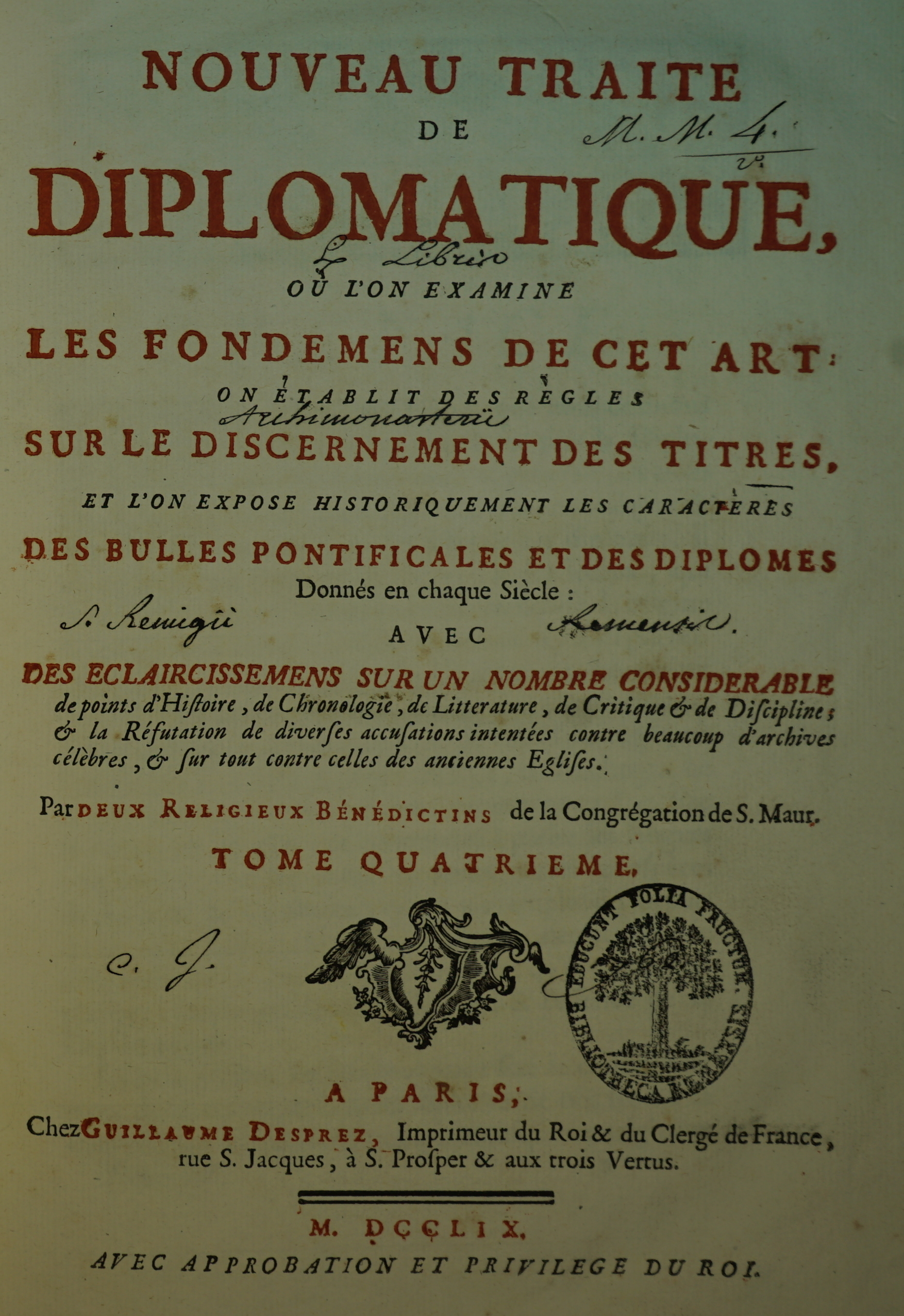
Page de couverture du volume 4 du Nouveau traité de diplomatique de René Prosper Tassin et Charles-François Toustain (1759), exemplaire de la bibliothèque de l'Abbaye Saint-Remi de Reims conservé à la bibliothèque Carnegie (Reims).

Son histoire remonte au XVe siècle, et à l'examen critique des chartriers monastiques et ecclésiastiques médiévaux, souvent pleins de chartes et de diplômes d'authenticité douteuse. C'est en réponse à un critique jésuite, Daniel van Papenbroeck, que Jean Mabillon, bénédictin de la congrégation de Saint-Maur, rédigea son De re diplomatica (1681), livre fondateur de la diplomatique. La diplomatique a longtemps été en grande partie l'œuvre d'ecclésiastiques ; en Europe occidentale, les documents de l'Église catholique romaine ont été son premier objet d'étude. En France, la diplomatique est enseignée de façon systématique à l'École des chartes depuis la fondation de celle-ci.
Dans la seconde moitié du XXe siècle, les problématiques de la diplomatique ont évolué, portant son attention sur l'histoire culturelle, l'histoire des usages de l'écrit.

## Édition diplomatique
L'édition diplomatique est la reproduction la plus fidèle possible d'un texte, souvent accompagnée d'une description détaillée de l'original et signalant en note les principales variantes d'éventuelles autres sources.
Le but en est de rendre possible, ou du moins plus aisée, la consultation de textes d'un accès difficile.
Cette édition peut se faire de façons diverses :
- en reproduction photographique (phototypique)
- en édition imprimée (typographique)
- en reproduction numérique

La reproduction numérique peut être rendue disponible sur internet,, généralement auprès d'institutions spécialisées (archives nationales, départementales, bibliothèques nationales).

## Diplomatique contemporaine
La diplomatique contemporaine transpose les méthodes et concepts de la diplomatique classique aux documents d’archives contemporains, établissant les bases pour l'étude critique de leur contenu, leur forme et leur contexte, afin d'en établir l'authenticité. Des auteurs tels que Bruno Delmas et Luciana Duranti ont participé à l'émergence de la diplomatique contemporaine. Dirigé par cette dernière, le projet InterPARES (International Research on Permanent Authentic Records in Electronic Systems) est notable pour avoir posé les bases de la diplomatique appliquée aux documents numériques.

## Exemple d'analyse diplomatique: une donation d'Hugues Capet en 989

### Transcription et état matériel
L'acte (de cote AN AE/II/84) est écrit sur parchemin (696 x 320mm) et son écriture en minuscule caroline tardive sur dix lignes marque une classique division en litterae elongatae (l.1, 9 et 10) et litterae communes (l.2-8), tradition documentée depuis au moins l'Antiquité tardive.

« IN NOMINE SANCTAE ET INDIVIDUȨ TRINITATIS, HUGO, GRATIA DEI REX. QUICQUID LOCIS DIVINO CULTU MANCIPATIS LARGIENDO CONFERIMUS, PROFUTURUM NOBIS AD AETERNAM BEATITUDINEM OPTINENDAM ET AD PRESENTEM VITAM FELICIUS transigendam omnino confidimus. Itaque noverit omnium sanctae Dei aecclesie fidelium nostrorumque presentium ac futurorum industria, quia pro absolutione peccatorum nostrorum, ad deprecationem venerabilis abbatis monasterii Fossatensis, nomine Maioli, et monachorum ejusdem congregationis, quod est dicatum in honore beatȩ virginis Mariae ac principis apostolorum Petri, considerantes eorum non modicas necessitates, propter hoc complacuit celsitudini nostrae, in quadam villa, in comitatu Parisiacensi sita, cui est vocabulum Mansiones, mansum indominicatum, cum pratis et terris arabilibus cultis et incultis, et farinariis, pascuis, aquis aquarumve decursibus, cum mancipiis utriusque sexus desuper commanentibus, sive cum omnibus apendiciis suis, videlicet aecclesias duas, quarum una est mater aecclesia sita in honore beati Remigii, et alia capella in honore sancti Germani, et omnem vicariam in ea potestate habendam, praedicto abbati vel fratribus traderae atque delegare. Unde etiam hoc altitudinis nostrae preceptum fieri, predictoque abbati vel congregationi dari jussimus, per quod memoratas res omnes, ad supradicti monasterii fratrumque subsidium juste legaliterque pertinentibus omniumque rerum summa integritate, tradimus ac delegamus ut secundum eorum dispositionem successorumque suorum administrationem per futura tempora ordinentur, eisque pro sua oportunitate utantur, nostrum memoriale conjugisque meae seu filii nostri Rotberti regis ac consortis regni nostri aeternaliter fundendo pro nobis preces inibi habeatur. Et ut hȩc auctoritatis nostrȩ largitio nostris futurisque temporibus diligentius conservetur, atque ab ipsis fratribus securius possideatur, manu propria subter eam firmavimus anulique nostri inpressione insigniri jussimus. RAGENALDUS CANCELLARIUS SCRIPSIT. SIGNUM HUGONI [monogramme] GLORIOSISSIMI REGIS. Anno II regnante Hugono rege [sceau]. Data mense XII kalendas julii, indictione II. Acta publice Parisica urbe. »

### Regeste
Donation par Hugues Capet d'une villa de Maisons-Alfort à l'abbaye de Saint-Maur-des-Fossés en échange de prières des moines pour lui, son fils Robert et son épouse Adélaïde d'Aquitaine.

### Les différentes parties du discours diplomatique
- Invocation : patronage de l'acte par une autorité supérieure, ici la "sainte et indivisible trinité", doublé par un chrisme orné (☧) à l'extrême gauche en haut.
- Suscription : nom et qualité de l'auteur (commanditaire) de l'acte, ici Hugues, roi des Francs depuis 987.
- Formule de légitimation : "par la grâce de Dieu", autrement appelée formule de dévotion.
- Adresse et salut : curieusement absents, la chancellerie préférant embrayer directement sur le préambule évoquant les raisons qui poussent à la rédaction de l'acte, et dénotant soit des rapports tendus entre le roi et les moines soit au contraire une reprise partielle du précepte tardo-antique (suscription-adresse au datif[8]) très officiel.
- Dispositif : cœur du message. Décrit exactement ce que le roi offre (complacuit celsitudini nostrae… "il a plu à notre grandeur…") et dans quelles modalités.
- Clauses finales : "verouillent" l'acte de diverses manières (avec la jussio, i.e. l'ordre de rédaction ; appel aux successeurs, etc.)
- Date de temps et de lieu : au palais de la cité ? (Parisiaca urbe) douze jours avant les calendes de juillet, c'est-à-dire un 20 juin. L'indiction, archaïsme datant de Dioclétien, rappelle la continuité impériale et le prestige intellectuel de la chancellerie. Elle fait ici référence à la deuxième année de l'indiction en cours, entamée selon la tradition en septembre 988 — il y aurait donc ici confusion entre style de Pâques et style d'indiction — et l'année de règne correspond à 989.
- Souscription : l'équivalent de notre signature, ici avec recognitio, c'est-à-dire la marque de fabrique du chancelier responsable de cet acte (Ragenaldus cancellarius scripsit). La présence de nombreux témoins n'est pas encore systématique, comme elle le fut pour le petit-fils d'Hugues, Henri Ier. Un sceau (dont la trace est invisible sur l'image) était attaché au parchemin par une courroie de soie, complété par le monogramme tétragrammatique du roi, en bas à droite, sur le modèle des empereurs romains et de Charlemagne. La formule gloriosissimus rex ("roi très glorieux") remonte à Clovis et marque un attachement à la diplomatique carolingienne — cette formule avait été remise au goût du jour par Pépin le bref — qu'explique la rivalité avec un prétendant rival au trône, Charles de Basse-Lorraine, frère du défunt roi Lothaire et toujours menaçant jusqu'en 991.